# Championnat des Îles Salomon de football 2019-2020
Navigation
Saison précédente Saison suivante
La saison 2019-2020 du Championnat des Îles Salomon de football est la seizième édition de la Telekom S-League, le championnat de première division aux Îles Salomon. La compétition se dispute sous la forme d'une poule unique où toutes les équipes se rencontrent à deux reprises.
C'est le Solomon Warriors qui remporte de nouveau le championnat après avoir terminé en tête du classement final. Il s’agit du cinquième titre de champion des Salomon de l'histoire du club.

## Les clubs participants
- Henderson Eels FC
- Kossa FC
- Real Kakamora
- FC Guadalcanal
- Malaita Kingz FC
- Solomon Warriors
- Marist FC
- FC Isabel United - nouveau club
- Laugu United FC - nouveau club

## Compétition
Le barème de points servant à établir le classement se décompose ainsi :
- Victoire : 3 points
- Match nul : 1 point
- Défaite : 0 point

### Phase régulière
| Rang | Équipe            | Pts | J  | G  | N | P  | Bp | Bc | Diff |
| ---- | ----------------- | --- | -- | -- | - | -- | -- | -- | ---- |
| 1    | Solomon WarriorsT | 41  | 16 | 13 | 2 | 1  | 70 | 14 | +56  |
| 2    | Henderson Eels FC | 38  | 16 | 12 | 2 | 2  | 78 | 19 | +59  |
| 3    | Kossa FC          | 32  | 16 | 10 | 2 | 4  | 53 | 25 | +28  |
| 4    | FC Isabel United  | 31  | 16 | 10 | 1 | 5  | 48 | 28 | +20  |
| 5    | Malaita Kingz FC  | 24  | 16 | 8  | 0 | 8  | 39 | 37 | +2   |
| 6    | Laugu United FC   | 18  | 16 | 5  | 3 | 8  | 31 | 29 | +2   |
| 7    | Marist FC         | 17  | 16 | 4  | 5 | 7  | 23 | 37 | -14  |
| 8    | FC Guadalcanal    | 5   | 16 | 1  | 2 | 13 | 15 | 82 | -67  |
| 9    | Real Kakamora     | 1   | 16 | 0  | 1 | 15 | 7  | 93 | -86  |

|  | Qualification pour la Ligue des champions de l'OFC 2020 |
|  | T : Tenant du titre                                     |

## Bilan de la saison
| Championnat des Îles Salomon de football 2019-2020                        |                             |
| Champion                                                                  | Solomon Warriors (5e titre) |
| Qualifications continentales                                              |                             |
| Ligue des champions de l'OFC 2020                                         | Henderson Eels FC           |
| Ligue des champions de l'OFC 2020                                         | Solomon Warriors            |
| Promotions et relégations                                                 |                             |
| Promus en Telekom S-League                                                | Central Coast FC            |
| Promus en Telekom S-League                                                | Honiara City FC             |
| Promus en Telekom S-League                                                | Southern United FC          |
| Relégués en Championnat des Îles Salomon de football de deuxième division | FC Guadalcanal Retrait      |